# Mahmureală

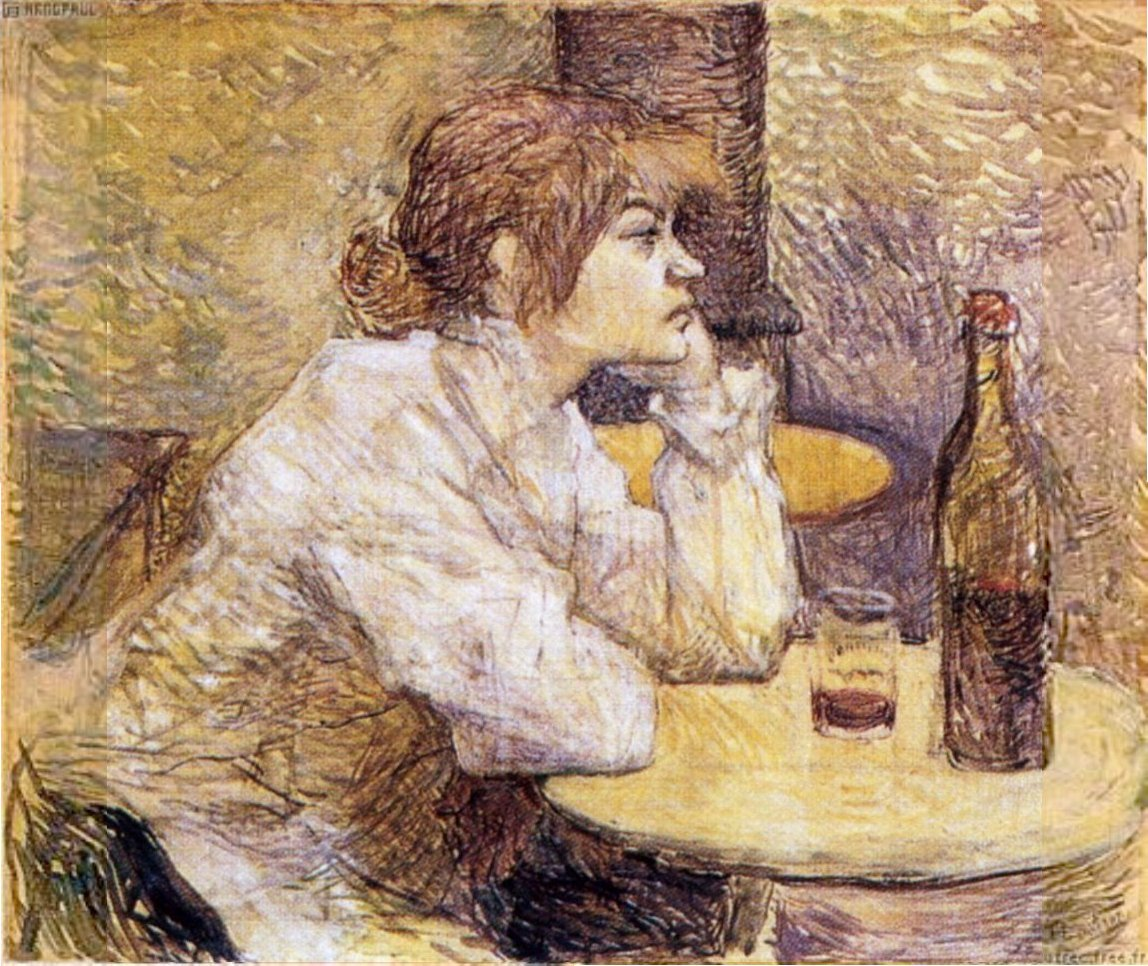
Mahmureala un tablou de Toulouse-Lautrec

Mahmureala este o stare neplacută, rezultată in urma consumului de alcool, ca urmare a unei intoxicații etilice si deshidratare, dar și a efectului pe care îl are alcoolul asupra sistemului digestiv, rinichi și ficat.
Mahmureala se instalează după ce efectele toxice ale alcoolului încep să dispară. Consumul de alcool are efect diuretic asupra organismului, conducând la folosirea frecventă a toaletei, și de fiecare dată când se elimina apă, se elimină și o mulțime de substanțe minerale, fapt ce va cauza starea neplăcută specifică mahmurelii. În mahmureală există simptome fizice precum, cel mai adesea, dureri de cap și stomac și tulburări psihice precum depresia.
Durerile de cap (migrenele) au drept cauză deshidratarea, care, la consumul de alcool, este mai acută. Corpul intră, pe „avarii” și consumă apă din țesuturi, conducând la dureri în mai multe zone. Vara, consumul de apă este mai mare, din cauza temperaturilor ridicate, prin urmare, mahmureala de vară este mai puternică.
Nu s-a dovedit științific că amestecarea tipurilor de băuturi alcoolice ar provoca mahmureli cu manifestări mai neplăcute, mahmureala este in directă legatura cu cantitatea de alcool consumată.
Unele studii sugerează că anumite băuturi provoacă o mahmureală mai puternică. Whiskey-ul, romul, vinul roșu și băuturile închise la culoare, dau o mahmureală mai puternică decât vodka sau vinul alb.
De asemenea, băuturile care folosesc coloranți duc la o mahmureală mai puternică din cauza substanțelor toxice care sunt prezente in coloranți.

## Cauze
Mahmureala e un tip de criză de abstinență. Precum toate alimentele ingerate, acoolul pătrunde în sânge și prin acesta în toate celulele corpului. Senzația de beție se instalează atunci când alcoolul a ajuns la nivelui creierului, acesta e momentul intoxicării. Organismul face eforturi mari pentru a ține sub control dozele mari de alcool iar cel mai afectat este ficatul care trebuie să producă enzime pentru a-l absorbi, pentru a-l transforma în grăsimi și de a-l secreta în bilă. Când administrarea alcoolului se oprește și munca ficatului se termină acesta intră într-o stare de depresie care dereglează tot metabolismul. Sistemul nervos care a fost și el accelerat intră într-o stare asemănătoare.

## Manifestări
Mahmureala are următoare simptome:
- dureri de cap
- dureri de stomac
- greață
- sete
- sensibilitate la lumină (fotofobie)
- sensibilitate la gălăgie
- tulburări de dispoziție: tristețe, depresie, apatie
- letargie
- diaree
- ușoară amnezie
- dureri musculare
- hipotensiune ortostatică
- amețeli

## Prevenire
Bineînțeles, reducerea consumului de alcool este prima metodă de prevenire a neplăcerilor cauzate de mahmureală. Consumul de apă și sucuri naturale înainte, în timpul și după consumarea alcoolului este o măsură importantă de prevenire a simptomelor neplăcute în mahmureală. Aceasta din cauza dezhidratării organismului și pentru menținerea echilibrului hidro-electrolitic. 
Este recomandabil ca persoana intoxicată cu alcool să nu adoarmă decât după o ușoară revenire din starea de beție. Somnul agitat cauzat de intoxicația cu alcool va da simptome mai puternice în ziua următoare. 
Însoțirea consumului de alcool cu alimente mai ales a celor bogate în carbohidrați, proteine și grăsimi dar și administrarea unei doze de vitamina B6 va ajuta la refacerea mai grabnică a organismului și va îngreuna instalarea stării de beție. Consumul excesiv de alimente asociat cu consumul excesiv de alcool poate provoca vărsături. 
Prevenirea stării de mahmureală cu alcool, este nerecomandată pentru că prin această prelungim starea de beție cu alte cuvinte amânăm mahmureala dar mai târziu sau mai devreme simptomele neplăcute ale mahmurelii se vor instala.

## Remedii
Pentru atenuarea neplăcerilor care urmează stării de beție trebuie să se consume:
- apa - elementul de care corpul are cea mai mare nevoie pentru hidratarea organismului după intoxicația cu etanol.
- apă de cocos - excelentă pentru hidratare, dar și plină de vitamine, anitoxidanți și electroliți.
- ceaiul verde - hidratant, energizant si răcoritor, este un bun element pentru înlocuirea cafelei.
- ceaiul de ghimbir sau mentă - are efect benefic asupra stomacului și alungă greața.
- spanac - conține vitamine si are un efect răcoritor asupra organismului.
- banane - potasiul din acest fruct este de mare ajutor pentru corp.
- kiwi - conține vitamine, are un efect răcoritor iar gustul acrișor taie greața.
- ciorba - acră și răcoritoare, dar si cu o mulțime de substanțe nutritive extrase din legume și zarzavaturi.
- consumarea alimentelor, îndeosebi a oului care conține cisteină.
- consumul de băuturi izotonice
- administrarea de vitamina B6
- consumul de suc natural de fructe, mai ales cel de roșii
- iaurt de băut
- administrarea altor medicamente pentru alinarea durerilor și a altor tulburări post etilice precum aspirina, etc. Paracetamolul nu este recomandat pentru că interacționează cu alcoolul.